# パラダイス (2016年の映画)
『パラダイス』（Рай）は、アンドレイ・コンチャロフスキー監督による2016年のロシアのドラマ映画である。第73回ヴェネツィア国際映画祭のコンペティション部門で金獅子賞を競った末、コンチャロフスキーに銀獅子賞が贈られた。第89回アカデミー賞外国語映画賞にはロシア代表作として出品されたが、ノミネートには至らなかった。
日本では2017年6月5日にプレミア上映された。

## プロット
第二次世界大戦を舞台に、フランスレジスタンスに参加するロシア系移民のオルガ（ユリア・ヴィソトスカヤ）、ナチスの下で働くフランス人のジュール（フィリップ・デュクズヌ）、そしてSS高官のヘルムート（クリスチャン・クラウス）の3人の主人公が描かれる。

## キャスト
- ユリア・ヴィソトスカヤ（英語版）
- クリスチャン・クラウス
- フィリップ・デュクズヌ（英語版）
- ピーター・カース

## 受賞歴
| 賞                             | 賞             | 賞                 | 賞                                                     | 賞         |
| 賞                             | 授賞式         | 部門               | 候補                                                   | 結果       |
| ------------------------------ | -------------- | ------------------ | ------------------------------------------------------ | ---------- |
| ヴェネツィア国際映画祭         | 2016年9月10日  | 銀獅子賞 (監督賞)  | アンドレイ・コンチャロフスキー                         | 受賞       |
| ヴェネツィア国際映画祭         | 2016年9月10日  | 金獅子賞           | アンドレイ・コンチャロフスキー                         | ノミネート |
| マール・デル・プラタ国際映画祭 | 2016年11月27日 | 脚本賞             | アンドレイ・コンチャロフスキー、エレナ・キセレヴァ     | 受賞       |
| ニカ賞                         | 2017年3月28日  | 作品・監督・俳優賞 | アンドレイ・コンチャロフスキー、ユリア・ヴィソトスカヤ | 受賞       |